# Rébecca Déraspe
Rébecca Déraspe (née en 1983) est une autrice québécoise.

## Biographie
Rébecca Déraspe est née à Rivière-du-Loup en 1983. Elle a complété en 2010 le programme d'écriture dramatique de l'École nationale de théâtre du Canada. La version originale de sa pièce Plus que toi, qui raconte le tournage d'un concours télévisé, est d'ailleurs jouée la première fois par des finissants de sa cohorte en 2011 au Monument-National.
En 2011, elle écrit Le Radeau, une pièce jeunesse produite par le Théâtre de la Petite Marée, récit d'une jeune fille qui se prépare à fuir du pensionnat où elle vit. La même année, elle écrit également Deux ans de votre vie pour la compagnie des Biches pensives, une pièce qui dénonce une vision formatée de l'épanouissement personnel. Pour ce texte, elle remporte en 2012 le Prix auteur dramatique BMO Groupe financier.
En 2013, elle écrit Votre crucifixion pour le spectacle des Contes urbains, qui aborde la culpabilité des nouveaux parents et le regard des autres sur la maternité. C'est la comédienne québécoise Catherine Trudeau qui porte son texte sur scène. La même année, elle crée un autre texte sur la maternité, Nino, d'abord mis en lecture dans le cadre du festival Zone Homa.
En 2014, elle écrit Peau d'ours, huis clos qui raconte l'histoire d'un couple qui voit son week-end d'amoureux au chalet perturbé par l'intrusion de deux personnages. La même année, elle signe également Le merveilleux voyage de Réal de Montréal, une pièce jeunesse qui met en scène la transformation par un lutin d'un garçon en être miniature.
En 2017, elle écrit Gamètes, qui traite de solidarité féminine. Sa pièce gagne le prix du meilleur texte de l'Association québécoise des critiques de théâtre. La même année, elle écrit Partout ailleurs, une pièce de marionnettes sur le thème de la fuite ; Nos petits doigts, une pièce jeunesse empreinte de réalisme magique et d’humour absurde racontant une histoire d'amour adolescente ; et Je suis William, une pièce jeunesse qui met en scène William Shakespeare et sa sœur jumelle, Margaret. Pour cette œuvre, on lui décerne le prix du meilleur spectacle jeune public des Prix de la critique (AQCT), de même que le prix Louise-LaHaye pour l'écriture dramatique jeune public.
En 2019, elle écrit Ceux qui se sont évaporés, une pièce réfléchissant sur la notion de disparition (pour laquelle elle reçoit le prix Michel-Tremblay du Centre des auteurs dramatiques), de même que Faire la leçon, une pièce qui dresse un portrait mi-réaliste, mi-cynique de la profession d'enseignant. Avec Annick Lefebvre et Pascale Renaud-Hébert, elle co-signe une adaptation de l'Antigone de Sophocle qui se mérite le prix du meilleur spectacle de l'année, décerné par l’Association québécoise des critiques de théâtre. La même année, elle anime la série Lexique de la polémique, diffusée sur les ondes de Savoir média.
En 2020, elle est l'animatrice de 50 ans d'avancées des femmes, une série abordant l'histoire des luttes féministes au Québec diffusée sur les ondes de Savoir média. Sur la même chaîne, elle anime une suite à la série Lexique de la polémique, intitulée Lexique de la pandémie. Elle obtient également en 2020 la bourse d'écriture Jean-Denis Leduc.
En 2021, elle écrit Fanny, une pièce sur le vieillissement et est sélectionnée pour une résidence de recherche et d’écriture à Bibliothèque et Archives nationales du Québec, où elle travaille sur un projet intitulé Les glaces.
Rébecca Déraspe a une fille, Romane Laroche.

## Œuvres

### Textes dramatiques montés à la scène
- 2010 : Plus que toi, mise en scène de Martin Faucher, Monument-National (réécrit puis représenté en 2015 au Cercle Molière avec une mise en scène de Laura Lussier)
- 2011 : Le Radeau, mise en scène de Francis Richard, Théâtre de la Petite Marée
- 2011 : Deux ans de votre vie, mise en scène de Jacques Laroche, Centre du Théâtre d'Aujourd'hui
- 2013 : Votre crucifixion, dans le cadre des Contes urbains, Théâtre La Licorne
- 2013 : Nino, mise en lecture dans le cadre du festival Zone Homa (puis représenté en 2016 au Théâtre Poche de Genève avec une mise en scène de Yvan Rihs)
- 2014 : Peau d'ours, mise en scène de Sébastien Gauthier, Le Petit Théâtre du Nord
- 2014 : Le merveilleux voyage de Réal de Montréal, mise en scène de Jacques Laroche,  Théâtre Bouches Décousues et Théâtre de la Petite Marée
- 2017 : Gamètes, mise en scène de Sophie Cadieux, Théâtre La Licorne
- 2017 : Partout ailleurs, mise en scène de Dinaïg Stall, Théâtre de l’Avant-Pays
- 2017 : Nos petits doigts, mise en scène de André Gélineau, Le Petit Théâtre de Sherbrooke
- 2017 : Je suis William, mise en scène de Sylvain Scott, Théâtre Le Clou
- 2019 : Antigone, mise en scène de Olivier Arteau, Théâtre du Trident (adaptation de la pièce de Sophocle co-écrite avec Annick Lefebvre et Pascale Renaud-Hébert)
- 2019 : Faire la leçon, mise en scène d'Annie Ranger, Théâtre Aux Écuries
- 2020 : Ceux qui se sont évaporés, mise en scène de Sylvain Bélanger, Centre du Théâtre d'Aujourd'hui
- 2021 : Fanny, mise en lecture de Rémy Barché, Théâtre Ouvert
- 2022 : Faire crier les murs, mise en scène de Sylvain Scott, Théâtre Le Clou
- 2022 : Les glaces, mise en scène de Maryse Lapierre, Théâtre La Licorne
- 2022 : La nuit des rois, à titre de co-traductrice et co-adaptatrice, mise en scène par Frédéric Bélanger, Théâtre du Nouveau Monde[28]

- 2023 : Féministe pour Homme, adaptation du texte éponyme de Noémie de Lattre, mise en scène par Alix Dufresne, Usine C[29]

- 2024 : Membrane, adaptation du texte éponyme de Chi Ta-wei, mise en scène par Cédric Delorme-Bouchard, Théâtre Prospero[30]

- 2024 : Fanny, mise en scène par Hubert Lemire et Marie-Hélène Gendreau, Théâtre du Bic et Théâtre Double-Signe Sherbrooke[31]

- 2025 : Orgueil et préjugés, adaptation de Pride and Prejudice de Jane Austen, mise en scène par Frédéric Bélanger, Théâtre Denise-Pelletier[32]

- 2025 : Janette, à titre d'autrice, en conversation avec Janette Bertrand, mise en scène par Jean-Simon Traversy, Théâtre Duceppe[33]

### Textes publiés
- Deux ans de votre vie, Lux Éditeur, 2012
- Votre crucifixion, Dramaturges Éditeurs, 2013 (dans un collectif de Contes urbains, /Madame Renard/Saucisse bacon/Votre crucifixion/Le No-Pain réveillon/Ruby pleine de marde/Ce qui dépasse/, co-écrit avec Martin Bellemare, Sébastien David, Annick Lefebvre, Julie-Anne Ranger-Beauregard et Olivier Sylvestre)
- Le merveilleux voyage de Réal de Montréal, Dramaturges Éditeurs, 2015
- S'appartenir(e), Atelier 10, 2015 (texte collectif en collaboration avec Joséphine Bacon, Marjolaine Beauchamp, Véronique Côté, France Daigle, Emmanuelle Jimenez, Catherine Léger et Anne-Marie Olivier)
- You Are Happy, Playwrights Canada Press, 2016 (traduction de Deux ans de votre vie par Leanna Brodie)
- Gamètes, Atelier 10, 2017
- Partout ailleurs, Dramaturges Éditeurs, 2018
- Je suis William, Dramaturges Éditeurs, 2019
- Antigone d'après Sophocle, Dramaturges Éditeurs, 2019 (co-écrit avec Annick Lefebvre et Pascale Renaud-Hébert)
- Ceux qui se sont évaporés, Leméac, 2020
- Combattre le why-why, Éditions de Ta Mère, 2021
- Les filles du Saint-Laurent, Dramaturges Éditeurs, 2021
- Les Glaces, Éditions de Ta Mère, 2022
- Orgueil et préjugés, Leméac, 2025
- Fanny, Éditions de Ta Mère, 2025

## Télévision
- 2019 : animatrice de la série Lexique de la polémique (diffusée à Savoir média)
- 2020 : animatrice de la série 50 ans d'avancées des femmes (diffusée à Savoir média)
- 2020 : animatrice de la série Lexique de la pandémie (diffusée à Savoir média)

## Honneurs
- 2012 : Lauréate du Prix auteur dramatique BMO Groupe financier, pour la pièce Deux ans de votre vie
- 2017 : Lauréate du Prix de la critique (AQCT), catégorie Meilleur texte, pour la pièce Gamètes
- 2018 : Lauréate du prix Prix de la critique (AQCT), catégorie meilleur spectacle jeune public des pour la pièce Je suis William
- 2019 : Lauréate du Prix de la critique (AQCT), catégorie meilleur spectacle, pour la pièce Antigone
- 2020 : Lauréate du Prix Louise-LaHaye pour l'écriture dramatique jeune public, pour la pièce Je suis William
- 2020 : Lauréate du Prix Michel-Tremblay du Centre des auteurs dramatiques (CEAD), pour la pièce Ceux qui se sont évaporés
- 2021 : Finaliste Prix du Gouverneur général : théâtre de langue française pour Combattre le why-why[34]
- 2021 : Lauréate du Prix de l’Association québécoise des critiques de théâtre, catégorie Meilleur texte dramatique, Montréal, pour Ceux qui se sont évaporés[35]
- 2023 : Finaliste du Prix Louise-Lahaie, pour Faire crier les murs[36]

- 2023 : Lauréate du Prix Michel-Tremblay du CEAD, pour Les Glaces[37]

- 2024 : Lauréate de la bourse Jean-Louis Roux du Théâtre du Nouveau Monde[38]

- 2025 : Lauréate du Prix Jovette-Marchessault[39]